# Estadio Sausalito
 (avril 2025).
Si vous disposez d'ouvrages ou d'articles de référence ou si vous connaissez des sites web de qualité traitant du thème abordé ici, merci de compléter l'article en donnant les références utiles à sa vérifiabilité et en les liant à la section « Notes et références ».
Pour les articles homonymes, voir Sausalito.
El Estadio Sausalito ou le Stade Sausalito est un stade chilien se trouvant à Viña del Mar.

## Histoire
Construit en 1929, il a une capacité de 20 000 places lors de sa construction, puis de 30 000 places par la suite. Le club résident est Corporacion Deportiva Everton de Vina del Mar, qui se trouve en D1 chilienne.  
Ce stade accueillit des matchs de la Coupe du monde de football de 1962. Il y a eu tous les matchs du groupe C (1er tour), puis un quart de finale (Brésil-Angleterre) et une demi-finale (Tchécoslovaquie-Yougoslavie). 
Il accueillit aussi la Copa América 1991. 8 matchs du groupe B furent joués sur ce stade.
Il accueillit aussi la Copa América 2015. 3 matchs furent joués sur ce stade.